# Montichiari
Montichiari là một đô thị thuộc tỉnh Brescia trong vùng Lombardia ở Ý. Đô thị này có diện tích 81 kilômét vuông, dân số thời điểm 31 tháng 12 năm 2004 là 20.557 người.
Đô thị này có các làng sau: Vighizzolo, Novagli Mattino, Novagli Sera, Chiarini, Ro, Sant Antonio.
Đô thị này giáp với các đô thị sau: Calcinato, Calvisano, Carpenedolo, Castenedolo, Castiglione delle Stiviere, Ghedi.